# Birgitta Trotzig

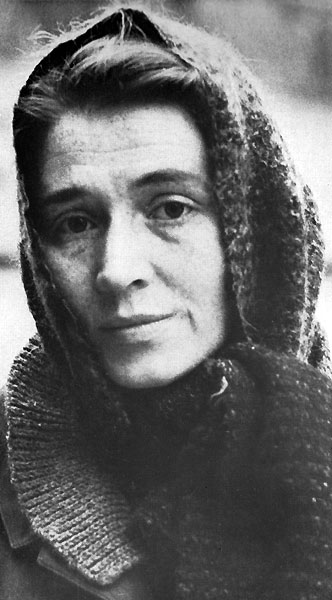
Birgitta Trotzig, 1960

Birgitta Trotzig (* 11. September 1929 in Göteborg; † 14. Mai 2011 in Lund) war eine schwedische Schriftstellerin und Kritikerin und seit dem 20. Dezember 1993 Mitglied der Schwedischen Akademie.

## Leben
Birgitta Trotzig, geborene Kjellén, wurde in Göteborg als Tochter des Lektors Oscar Kjellén und seiner Frau Astri geboren. Nach der Reifeprüfung heiratete sie 1949 den Künstler Ulf Trotzig. Sie studierte Literatur- und Kunstgeschichte an der Göteborger Universität. 1951 debütierte sie unter dem Namen Birgitta Trotzig mit der Novellensammlung Ur de älskandes liv („Aus dem Leben der Liebenden“). Vier Jahre später konvertierte sie zum Katholizismus. Sie war Mitarbeiterin der Literaturzeitschrift Bonniers Litterära Magasin und der Zeitung Aftonbladet. Trotzig lebte zwischen 1955 und 1972 in Paris und war Leiterin der Samfundet De Nio von 1967 bis 1993. Als Nachfolgerin Per Olof Sundmans wurde sie 1993 in die Schwedische Akademie gewählt.
In ihren Novellen untersucht Trotzig aus verschiedenen Perspektiven das grundlegende menschliche Dilemma: der Mensch als Gefangener seines eigenen Egos und seiner eigenen Handlungsmuster. Das zentrale Thema in ihren Büchern sind Schuld und Befreiung, oft mit christlichem Unterton, ein Balanceakt zwischen Ethik und Ästhetik.

„Birgitta Trotzigs Gedichte und Romane erzählen von den Katastrophen des zwanzigsten Jahrhunderts, aber sie tun es in der Brechung durch die Perspektive einer mehrfachen Marginalisierung.“

Unter Trotzigs Büchern ist der Roman Dykungens dotter („Moorkönigs Tochter“, deutsch 1990) hervorzuheben, dessen Titel und Motiv von Hans Christian Andersen übernommen wurde. Das Buch handelt von dem ungewünschten Kind, das sowohl eine Lichtgestalt als auch Schlammwesen ist und von seiner lebenslangen Leidensgeschichte und der seiner Mutter.
Birgitta Trotzig hat auch Gedichtsammlungen geschrieben.

## Werke

### Schwedische Originalausgaben
| - Ur de älskandes liv, 1951 - Bilder, 1954 - De utsatta, 1957 - Ett landskap, 1959 - En berättelse från kusten, 1961 - Utkast och förslag, 1962 - Levande och döda, 1964 - Sveket, 1966 - Ordgränser, 1968 - Teresa, 1969 - Sjukdomen, 1972 | - I kejsarens tid, 1975 - Berättelser, 1977 - Anima, 1982 - Dykungens dotter, 1985 - Porträtt, 1993 - Per Olof Sundman, 1993 - Sammanhang, 1996 - Tal på Övralid 6 juli 1997, 1998 - Dubbelheten, 1998 - Gösta Oswald, 2000 |

### Deutschsprachige Ausgaben
- Die Ausgesetzten. Eine Legende. Rowohlt, Hamburg 1967
- Übers. Jörg Scherzer: Moorkönigs Tochter. Roman. Ammann, Zürich 1990 ISBN 3-250-10144-3
- Die Krankheit. Eine Legende. Ammann, Zürich 1993 ISBN 3-250-10189-3

## Preise und Auszeichnungen
- 1957: Literaturpreis der Zeitung Svenska Dagbladet
- 1961: Literaturpreis der Zeitung Aftonbladet
- 1963: Großer Preis des Samfundet De Nio
- 1966: Gustaf-Fröding-Stipendium
- 1967: Großer Romanpreis der Literaturförderung
- 1968: Sixten-Heyman-Preis
- 1970: Großer Preis der Literaturförderung
- 1970: Doblougpreis
- 1981: Aniara-Preis
- 1983: Gerard-Bonnier-Lyrikpreis
- 1984: Selma-Lagerlöf-Preis
- 1985: Pilot-Preis
- 1988: Gerard-Bonnier-Preis
- 1991: Kellgren-Preis
- 1997: Övralid-Preis
- 2000: Ivar Lo-Johanssons persönlicher Preis
- 2004: Litteris et Artibus
- 2007: Lyrikpreis des Schwedischen Radios